# Euphrosyne Palaiologina
Euphrosyne Palaiologina (Grieks: Εὐφροσύνη Παλαιολογίνα) was de dochter van de Byzantijnse keizer Michaël VIII Palaiologos en de vrouw van Nogai Khan van de Gouden Horde. Ze leefde in de tweede helft van de 13de eeuw.

## Context
Toen Michaël VIII Palaiologos in 1261 het Byzantijnse Rijk herstelde, stootte hij de mede-pretendent, de elfjarige Johannes IV Doukas Laskaris van de troon en maakte hem blind. De zus van Johannes IV, Irene Doukaina Laskarina, die getrouwd was met de Bulgaarse tsaar Constantijn I Tich, zon op wraak. Dit markeerde het begin van een nieuwe Byzantijns-Bulgaarse oorlog. 
In 1263 was Bulgarije aan de verliezende hand en ze riep de hulp in van de Mongolen. De rollen waren nu omgekeerd en Michaël VIII was gedwongen tot onderhandelen, hij bood zijn dochter Euphrosyne aan.
Irene Doukaina Laskarina stierf in 1271. Michaël VIII bood de dochter van zijn zuster aan, Maria Palaiologina Kantakouzene, als nieuwe bruid en nog een reeks beloftes om de vrede te bewaren. Michaël VIII verbrak zijn beloftes en gedurende de volgende vijf jaar plunderde de Gouden Horde Bulgarije en in 1277 brak er een boerenopstand uit. Er waren nu twee Bulgaarse troonpretendenten, Ivaylo en Ivan Asen III. Nogai Khan liet Ivaylo vermoorden en het leven van Ivan werd gespaard, omdat hij getrouwd was met de zus van Euphrosyne, Irene Palaiologina.
Zij steunde haar stiefbroer keizer Andronikos II Palaiologos (1282-1328) tijdens zijn beleid.
Na de dood van Nogai Khan (1299/1300) werd er van Euphrosyne niets meer vernomen.